# Adelognathus flavopictus
Adelognathus flavopictus là một loài tò vò trong họ Ichneumonidae.